# Høstutstillingen

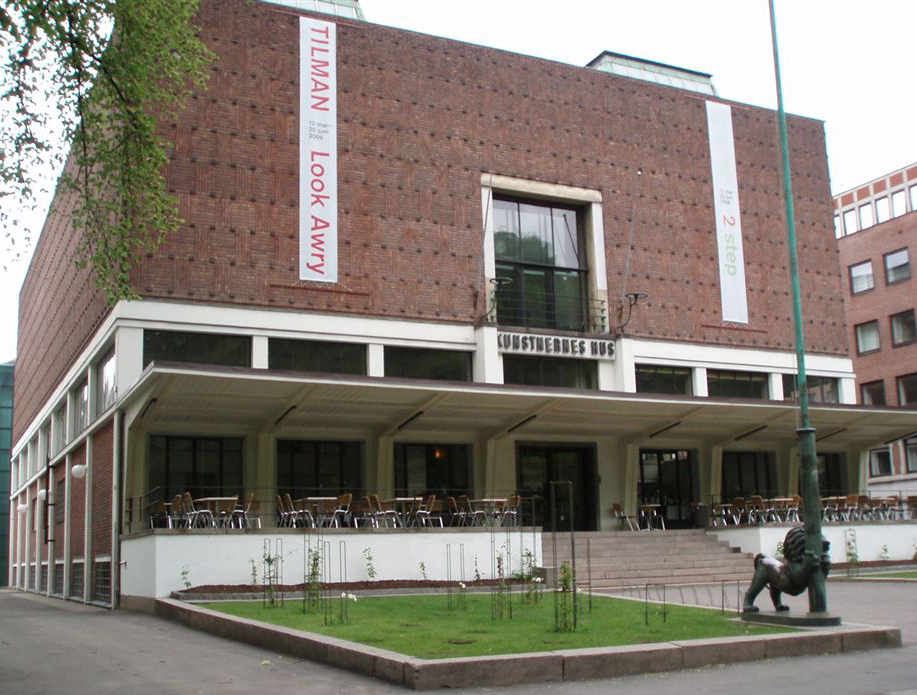
Høstutstillingen desde 1930 se ha llevado a cabo en Kunstnernes Hus (Casa de los artistas) en Oslo.

Høstutstillingen o Statens kunstutstilling (El Salón de Otoño o Exposición Nacional de Arte) es una exposición anual de arte en Oslo, Noruega. La exposición es la más grande de Noruega, el marcado de arte contemporáneo y se lleva a cabo cada otoño. Es organizado por Norske Billedkunstnere (los artistas visuales de Noruega). La exposición está organizada en una libre presentación. Den jurado nasjonale (El Jurado Nacional), que se encarga de la evaluación de los trabajos presentados, se compone de un técnico en cada una de las técnicas de pintura, escultura, gráfica, dibujo, textil, y otras técnicas.
La pintora noruega Helga Marie Ring Reusch expuso con frecuencia en el Høstutstillingen.